# Pierre Labric
Pierre Labric ( 30 de junio de 1921 en Rouen, Francia) es un organista francés, pedagogo y compositor.
Pierre Labric estudió órgano en el Conservatorio de Rouen con Marcel Lanquetuit, y en el Conservatorio de París con Marcel Dupré y Maurice Duruflé. Más tarde, siguió estudiando órgano en privado con Jeanne Demessieux, cuyas obras completas las registró en el formato de LP. Durante la gestión de Jeanne Demessieux como organista titular de la Iglesia de la Madeleine de París, Labric fue su ayudante y sustituto. Asimismo sustituyó a Pierre Cochereau en la Catedral de Notre Dame en París. Pierre Labric grabó las sinfonías completas para órgano de Louis Vierne y Charles-Marie Widor (fueron las primeras grabaciones mundiales), los preludios y fugas de Camille Saint-Saëns y las Promenades completas de Eugène Reuchsel.
La mayoría de sus grabaciones se realizaron en Saint-Ouen en Rouen, con su famoso órgano de 1890 fabricado por Aristide Cavaillé-Coll, pese a que Labric nunca fue organista titular de esta iglesia.

## Composiciones
- Hommage à Jeanne Demessieux París: Durand, 1970.

## Discografía
- Jeanne Demessieux: Complete Organ Works
  - Jeanne Demessieux: Te Deum op. 11, Répons pour le temps de Pâques, 12 Choral-Préludes op. 8, Triptyque op. 7, Prélude et Fugue en Ut op. 13, Sept Méditations sur le Saint Esprit op. 6, Six Etudes op. 5. Pierre Labric: Hommage à Jeanne Demessieux.
    - Órgano: Pierre Labric. Grabado en junio y diciembre de 1971 y octubre de 1972 en Saint-Ouen, Rouen, y Saint-Pierre, Angoulème (Six Études y Sept Méditations).
- Franz Liszt:  Pièces pour orgue.
  - Prélude et fugue sur BACH; Fantaisie et fugue sur le choral "Ad nos"; Funérailles (transcrito por Jeanne Demessieux); Variations sur "Weinen, Klagen".
    - Órgano: Pierre Labric. Grabado el 24 y 25 de noviembre de 1973 y 28 y 30 de abril de 1974 en Saint-Ouen, Rouen. Sigean: Solstice. SOCD 264. 1 CD.
- Eugène Reuchsel: Promenades en Provence.
  - Nuages ensoleillés sur le cap Nègre, Le moulin d'Alphonse Daudet, La chartreuse de Montrieux au crépuscule, Jour de fête aux Saintes Marie-de-la-Mer, Profil de la porte d'Orange à Carpentras, Tambourinaires sur la place des Vieux Salins, Grandes orgues à Saint-Maximin, Visions à l'Abbaye de Sénanque.
    - Órgano: Pierre Labric. Grabado en St. Ouen, Rouen. Rouen, Francia: Grand Orgue, c. 1975.
- Camille Saint-Saëns: Six Préludes and Fugues.
  - Book 1, op. 99: No. 1, E major. No. 2, B major. No. 3, E flat major. Book 2, op. 109: No. 1, D minor. No. 2, G major. No. 3, C major.
    - Órgano: Pierre Labric. Grabado en julio de 1973 en St. Ouen, Rouen. Musical Heritage Society. 1 LP.
- Louis Vierne: Organ Symphonies Nos. 1 & 2.
  - Órgano: Pierre Labric. Grabado en noviembre de 1969 y noviembre de 1970 en Saint-Sernin, Toulouse.
- Louis Vierne: Organ Symphonies Nos. 3 & 4.
  - Órgano: Pierre Labric. Grabado en noviembre de 1969 y noviembre de 1970 en Saint-Sernin, Toulouse.
- Louis Vierne: Organ Symphonies Nos. 5 & 6.
  - Órgano: Pierre Labric. Grabado en noviembre de 1969 y noviembre de 1970 en Saint-Sernin, Toulouse.
- Louis Vierne:  20 Pièces en style libre op. 31.
  - Órgano: Pierre Labric. Grabado en St. Ouen, Rouen. Musical Heritage Society.
- Louis Vierne:  Pièces de Fantaisie (complete).
  - Órgano: Pierre Labric. Recorded en St. Ouen, Rouen. Rouen, Francia: Grand Orgue. LVM 771 101, LVM 780 120, LVM 791 003. 3xLP.
- Charles-Marie Widor: Organ Symphonies Nos. 1 & 2.
  - Órgano: Pierre Labric. Grabado en julio, octubre y diciembre de 1971 en Saint-Ouen, Rouen.
- Charles-Marie Widor: Organ Symphonies Nos. 3 & 4.
  - Órgano: Pierre Labric. Grabado en julio, octubre y diciembre de 1971 en Saint-Ouen, Rouen.
- Charles-Marie Widor: Organ Symphonies Nos. 5 & 6.
  - Órgano: Pierre Labric. Grabado en julio, octubre y diciembre de 1971 en Saint-Ouen, Rouen.
- Charles-Marie Widor: Organ Symphonies Nos. 7 & 8.
  - Órgano: Pierre Labric. Grabado en julio, octubre y diciembre de 1971 en Saint-Ouen, Rouen.
- Charles-Marie Widor: Organ Symphonies Nos. 9 & 10.
  - Órgano: Pierre Labric. Recorded Recorded in July, October and December 1971 at Saint-Ouen, Rouen.
- Pierre Labric: Concert d'Orgue No. 1.
  - Henry Purcell: Trumpet Tune; Johann Sebastian Bach: Magnificat BWV 733, Fantasia et Fuga in G minor BWV 542; César  Franck: Pastorale; Louis Vierne: Carillon de Westminster.
    - Órgano: Pierre Labric. Recorded at St. Ouen, Rouen. Rouen, France: Grand Orgue. LCM 760110. 1 LP.
- Pierre Labric: Concert d'Orgue No. 2.
  - Eugène Gigout: Grand Chœur dialogue; Felix Mendelssohn Bartholdy: Sonata II; Louis Vierne: Trois Improvisations reconstituées par Maurice Duruflé; Albert Roussel: Prélude et fughetta; Franz Liszt: Prélude et fugue sur le nom de BACH, Adagio in D-flat major.
    - Órgano: Pierre Labric. Grabado en noviembre de 1973, abril y octubre de 1973 en St. Ouen, Rouen. Rouen, Francia: Grand Orgue. RLM 770511. 1 LP.
- Pierre Labric: Unpublished Recordings.
  - César Franck: Final; Johann Sebastian Bach: Preludes and Fugues; Louis Vierne: Triptyque, 4 Pièces en style libre; Felix Mendelssohn Bartholdy: Three Preludes and Fugues, Five Sonatas; Jean-Claude Touche: Complete Organ Works (Pastorale, Scherzetto, Fugue, Elévation, Thème et variations sur Veni Creator); Jacques Ibert: Trois Pièces; Eugène Reuchsel: Autres Pièces des Promenades en Provence.
    - Órgano: Pierre Labric. Grabado durante los años 1970, pero nunca editado comercialmente.